# Olympische Winterspiele 2014/Biathlon – Mixed-Staffel
Die Mixed-Staffel im Biathlon bei den Olympischen Winterspielen 2014 fand am 19. Februar 2014 um 18:30 Uhr im Laura Biathlon- und Skilanglaufzentrum statt. Diese Disziplin stand zum ersten Mal auf dem olympischen Programm. Über 2 × 6 km (Frauen) und 2 × 7,5 km (Männer) gingen insgesamt 16 Nationen an den Start. Gold gewann die norwegische Staffel, Silber jene Tschechiens und Bronze die Mannschaft aus Italien.

## Wettkampfbeschreibung
Die Mixedstaffel (auch gemischte Staffel) orientiert sich am Regelwerk des Staffelrennens. Auch hier gingen vier Athleten einer Nation als Team ins Rennen. Zuerst mussten zwei Frauen eine Laufstrecke von jeweils 6 km in drei Runden absolvieren. Dabei war nach den ersten beiden Runden jeweils einmal der Schießstand anzulaufen; beim ersten Mal musste liegend, beim zweiten Mal stehend geschossen werden. Den Athleten standen pro Schießeinlage bis zu drei Nachladepatronen zur Verfügung. Für jede Scheibe, die nach Abgabe aller acht Schüsse nicht getroffen wurde, musste eine Strafrunde mit einer Länge von 150 m absolviert werden. Die Staffelübergabe an den nächsten Athleten erfolgte durch eine eindeutige Berührung am Körper innerhalb einer vorgegebenen Wechselzone. Nach zwei Frauen gingen nacheinander zwei Männer ins Rennen. Deren Laufstrecke betrug 7,5 km, die ebenfalls in drei Runden zu absolvieren war. Für das Schießen galten die gleichen Regeln wie für die Frauen. Der letzte Athlet lief am Ende seiner dritten Laufrunde nicht mehr in die Wechselzone, sondern direkt ins Ziel. Sieger war diejenige Nation, deren Staffel als erste das Ziel erreichte.
Totalanstieg: 2 × 177 m / 2 × 258 m; Maximalanstieg: 28 m / 31 m; Höhenunterschied: 29 m / 31 m 

16 Staffeln, davon 14 in der Wertung.

## Ergebnisse
Am 27. November 2017 disqualifizierte das IOC die russische Athletin Olga Wiluchina wegen Dopings und somit auch die gesamte Staffel. Die deutsche Staffel war wegen positiven Dopingproben von Evi Sachenbacher-Stehle noch während den Spielen disqualifiziert worden.
| Platz | Land Athleten                                                                         | Zeit                                                        | Strafrunden + Nachlader                                                      | Differenz |
| ----- | ------------------------------------------------------------------------------------- | ----------------------------------------------------------- | ---------------------------------------------------------------------------- | --------- |
| 1     | Norwegen Tora Berger Tiril Eckhoff Ole Einar Bjørndalen Emil Hegle Svendsen           | 1:09:17,0 h 15:55,6 min 16:11,9 min 17:50,9 min 19:16,6 min | 0+2 (0+0, 0+2) 0+2 (0+0, 0+2) 0+0 (0+0, 0+0) 0+0 (0+0, 0+0)                  | –         |
| 2     | Tschechien Veronika Vítková Gabriela Soukalová Jaroslav Soukup Ondřej Moravec         | 1:09:49,6 h 16:01,9 min 16:05,5 min 18:33,1 min 19:08,1 min | 0+7 (0+4, 0+3) 0+1 (0+0, 0+1) 0+3 (0+3, 0+0) 0+2 (0+1, 0+1) 0+1 (0+0, 0+1)   | +0:32,6   |
| 3     | Italien Dorothea Wierer Karin Oberhofer Dominik Windisch Lukas Hofer                  | 1:10:15,2 h 15:57,9 min 16:28,0 min 18:46,6 min 19:02,7 min | 0+6 (0+1, 0+5) 0+1 (0+0, 0+1) 0+4 (0+1, 0+3) 0+0 (0+0, 0+0)                  | +0:58,2   |
| 4     | Slowakei Jana Gereková Anastasiya Kuzmina Pavol Hurajt Matej Kazár                    | 1:11:04,7 h 16:33,1 min 16:33,3 min 18:49,3 min 19:09,0 min | 0+10 (0+5, 0+5) 0+5 (0+3, 0+2) 0+2 (0+2, 0+0) 0+2 (0+0, 0+2) 0+1 (0+0, 0+1)  | +1:47,7   |
| 5     | Frankreich Marie Dorin-Habert Anaïs Bescond Jean-Guillaume Béatrix Martin Fourcade    | 1:12:04,3 h 16:18,4 min 17:11,9 min 18:37,8 min 19:56,2 min | 1+8 (1+3, 0+5) 0+2 (0+0, 0+2) 1+4 (1+3, 0+1) 0+1 (0+0, 0+1) 0+1 (0+0, 0+1)   | +2:47,3   |
| 6     | Ukraine Natalija Burdyha Marija Panfilowa Andrij Derysemlja Serhij Semenow            | 1:12:05,2 h 16:06,4 min 17:07,3 min 19:23,0 min 19:28,5 mi  | 1+8 (0+2, 1+6) 0+1 (0+0, 0+1) 0+2 (0+1, 0+1) 1+3 (0+0, 1+3) 0+2 (0+1, 0+1)   | +2:48,2   |
| 7     | Vereinigte Staaten Susan Dunklee Hannah Dreissigacker Tim Burke Lowell Bailey         | 1:12:20,1 h 16:02,5 min 17:55,5 min 19:02,9 min 19:19,2 min | 1+13 (1+8, 0+5) 0+3 (0+2, 0+1) 1+4 (1+3, 0+1) 0+4 (0+3, 0+1) 0+3 (0+0, 0+3)  | +3:03,1   |
| 8     | Österreich Lisa Hauser Katharina Innerhofer Daniel Mesotitsch Friedrich Pinter        | 1:12:34,8 h 17:39,7 min 16:46,3 min 18:38,2 min 19:30,6 min | 1+7 (0+0, 1+7) 1+3 (0+0, 1+3) 0+2 (0+0, 0+2) 0+1 (0+0, 0+1) 0+1 (0+0, 0+1)   | +3:17,8   |
| 9     | Belarus Ljudmila Kalintschyk Nastassja Kinnunen Uladsimir Tschapelin Jauhen Abramenka | 1:13:11,8 h 16:29,6 min 17:45,2 min 19:27,9 min 19:29,1 min | 0+9 (0+5, 0+4) 0+0 (0+0, 0+0) 0+5 (0+3, 0+2) 0+4 (0+2, 0+2) 0+0 (0+0, 0+0)   | +3:54,8   |
| 10    | Kanada Megan Imrie Rosanna Crawford Brendan Green Scott Perras                        | 1:13:27,7 h 17:49,8 min 16:46,6 min 19:00,0 min 19:51,3 min | 0+8 (0+0, 0+8) 0+2 (0+0, 0+2) 0+1 (0+0, 0+1) 0+2 (0+0, 0+2) 0+3 (0+0, 0+3)   | +4:10,7   |
| 11    | Schweiz Elisa Gasparin Selina Gasparin Benjamin Weger Simon Hallenbarter              | 1:13:33,9 h 17:27,7 min 16:44,3 min 19:12,4 min 20:09,5 min | 0+9 (0+4, 0+5) 0+4 (0+2, 0+2) 0+2 (0+1, 0+1) 0+3 (0+2, 0+1) 0+1 (0+0, 0+1)   | +4:16,9   |
| 12    | Polen Krystyna Pałka Magdalena Gwizdoń Łukasz Szczurek Krzysztof Pływaczyk            | 1:13:36,0 h 16:09,9 min 16:45,8 min 20:28,9 min 20,11,4 min | 0+6 (0+2, 0+4) 0+1 (0+0, 0+1) 0+2 (0+1, 0+1) 0+1 (0+1, 0+0) 0+2 (0+0, 0+2)   | +4:19,0   |
| 13    | Kasachstan Jelena Chrustaljowa Darja Ussanowa Jan Sawizki Anton Pantow                | 1:15:46,4 h 16:56,5 min 17:30,3 min 20:08,5 min 21:11,1 min | 0+6 (0+2, 0+4) 0+0 (0+0, 0+0) 0+1 (0+1, 0+0) 0+3 (0+1, 0+2) 0+2 (0+0, 0+2)   | +6:29,4   |
| 14    | Estland Kadri Lehtla Darja Jurlova Kauri Kõiv Daniil Steptšenko                       | – 17:09,6 min 18:58,8 min 19:24,8 min LAP                   | 5+17 (4+10, 1+7) 0+4 (0+3, 0+1) 1+4 (1+3, 0+1) 0+3 (0+1, 0+2) 4+6 (3+3, 1+3) | LAP       |
| DSQ   | Russland Olga Saizewa Olga Wiluchina Jewgeni Garanitschew Anton Schipulin             | 1:11:04,4 h 16:35,7 min 16:39,3 min 19:08,2 min 18:41,2 min | 1+8 (0+2, 1+6) 0+3 (0+1, 0+2) 0+2 (0+1, 0+1) 1+3 (0+0, 1+3) 0+0 (0+0, 0+0)   | +1:47,4   |
| DSQ   | Deutschland Evi Sachenbacher-Stehle Laura Dahlmeier Daniel Böhm Simon Schempp         | 1:10:58,3 h 16:27,6 min 16:39,0 min 18:38,7 min 19:13,0 min | 0+9 (0+3, 0+6) 0+4 (0+2, 0+2) 0+1 (0+0, 0+1) 0+4 (0+1, 0+3) 0+0 (0+0, 0+0)   | +1:41,3   |